# Хазарский поход Святослава Игоревича
Хазарский поход Святослава (Восточный поход Святослава) — поход или серия из двух походов киевского князя Святослава Игоревича против Хазарского каганата, в результате чего это государство было полностью разгромлено и вскоре перестало существовать.

## Предпосылки
Около 960 года хазарский царь Иосиф в письме к сановнику Кордовского халифата Хасдаю ибн Шафруту отметил, что ведёт с русами «упорную войну», не пуская их в море и по суше к Дербенту, иначе они, по его словам, могли бы завоевать все исламские земли до Багдада. В предшествующее столетие русы постепенно переподчинили себе почти все восточнославянские объединения, ранее являвшиеся хазарскими данниками. В Хазарии находились и другие ключевые цели экспансии русов: Керченский пролив и Подонье. Эти обстоятельства сделали неизбежным открытое столкновение между двумя странами.

## Походы
Конфликт разразился при вокняжении князя Святослава Игоревича. Ход войны может быть реконструирован в различных вариантах. Возможно, состоялся один большой поход, начавшийся в 965, возглавляемый Святославом. Либо имели место два похода. Первый — в 965 году, направленный против Саркела (хазарская застава на Дону), второй — основной в 968/969 годах против территории Хазарии в Прикаспии. Он мог проходить уже без непосредственного участия Святослава, так как согласно русской летописи князь в это время находился в Киеве. В ходе военных действий, русы разбили хазарское войско во главе с каганом, захватили Саркел, который с этого времени стал русским городом Белая Вежа, подчинили ясов и касогов в Прикубанье.

«В лето 6473 (965) пошёл Святослав на хазар. Услышав же, хазары вышли навстречу ему со своим князем каганом и сошлись биться, и в битве одолел Святослав хазар, и город их Белую Вежу взял. И победил ясов и касогов».

Арабские авторы Ибн Мискавейх и Ибн ал-Асир сообщают, что в этом же году Хазария столкнулась с нашествием тюркских кочевников. Вероятно, это было согласованное с Русью нападение либо огузов с востока, либо печенегов с запада. В пользу первой версии говорит прочный русско-огузский союз, установившиеся в дальнейшем. В пользу второй — свидетельство Ибн-Хаукаля, который называет печенегов «острием» и союзниками русов в войнах.
Далее, как следует из сообщения арабского автора Ибн Хаукаля, русы опустошили обе части хазарской столицы Итиль, другой крупный хазарский город на Каспии — Семендер и территории выше по Волге — страну буртасов и город Булгар.

«Булгар — город небольшой, нет в нём многочисленных округов, и был известен тем, что был портом для упомянутых выше государств, и опустошили его русы и пришли на Хазаран, Самандар и Итиль в году 358 (968/969) и отправились тотчас же после к стране Рум и Андалус… И ал-Хазар — сторона, и есть в ней город, называемый Самандар, и он в пространстве между ней и Баб ал-Абвабом, и были в нём многочисленные сады…, но вот пришли туда русы, и не осталось в городе том ни винограда, ни изюма».

Как отмечают современные историки, автор Повести временных лет ничего не знает о действиях Святослава в Поволжье и Дагестане, а Ибн Хаукаль, в свою очередь, не имеет понятия о походе русов на Саркел, касогов и алан. Историк А. С. Королёв, посчитав скорость передвижения, указал, что Святославу и его армии было сложно преодолеть такой маршрут так быстро и более того закрепиться на данных территориях.
Одни историки считают, что было два похода: первый — на вятичей, Поволжье, Придонские и Прикубанские земли, который возглавлял Святослав в 964—965 гг., второй — на булгар и буртасов в Среднем Поволжье и хазар в Нижнем Поволжье, проделанный без участия Святослава в 968/969 г. (В. В. Бартольд, А. Ю. Якубовский, М. И. Артамонов, В. Ф. Минорский, А. Н. Сахаров). Другие историки придерживаются мнения, что был единый поход, а описание ПВЛ, в принципе, может быть истолковано в том смысле, что Святослав всё-таки достиг центра Хазарии. В. Я. Петрухин рисует поход следующим образом: сначала захват вятичей на Оке, затем по Волге до низовьев, где был разгромлен Итиль, затем подъём по Волге, на Переволоку до Дона и захват Белой Вежи, а также подчинение ясов в Придонье и касогов в Прикубанье. В историографии также высказывалась идея, что часть войск могла быть автономной — из Чернигова или Тмуторокани. И. Г. Коновалова отметила вероятную разнородность состава русских войск: часть — освободившиеся с болгарского фронта воины из Киева, часть — отряды русов, находившиеся на хазарской службе в Итиле.
По словам советского историка академика Б. А. Рыбакова, походы Святослава 965—968 годов «представляют собой как бы единый сабельный удар, прочертивший на карте Европы широкий полукруг от Среднего Поволжья до Каспия и далее по Северному Кавказу и Причерноморью до балканских земель Византии. Замки, запиравшие торговые пути русов, были сбиты. Русь получила возможность вести широкую торговлю с Востоком.».
О завоевании Тамани в источниках не говорится, однако вскоре после похода там возникло русское Тмутараканское княжество, просуществовавшее до начала XII века. Правление хазар на Волге было восстановлено в 980-е гг. с помощью Ширвана и Хорезма ценой отказа хазарской знати от иудаизма в пользу ислама. В 985 году князь Владимир Святославич совершил поход на Хазарию и наложил на неё дань. Вскоре после этого Хазария прекратила своё существование как государство.

## Память
В 2005 году, по случаю 1040-летия Хазарского похода Святослава в Белгородской области была установлена монументальная скульптура князя Святослава на коне, поражающего хазарского воина. Монумент создан скульптором Вячеславом Клыковым.